# HMS Agamemnon (1883)
El HMS Agamemnon era un acorazado de torres de la Marina Real Británica, en la época Victoriana, de la clase Ajax, teniendo su gemelo en el HMS Ajax. 
Al Ajax y al Agamemnon, se les construyó con el mismo diseño, siendo versiones más pequeñas y menos costosas que el HMS Inflexible. Se les denominó como Clase Ajax porque colocaron primero en grada al Ajax, aunque el Agamemnon fue terminado un día antes que su gemelo.
La clase fue diseñada con una longitud muy pequeña para emitir el cociente, ya que se pensaba en ese entonces que esto aumentaría economía de combustible. Éste resultó no ser el caso, y produjo también algo absolutamente inesperado: la necesidad de una cantidad de mayor aplicación del timón, a veces a babor y a veces a estribor, para tener la nave en un curso recto. Se divulgó que, en una ocasión, el HMS Agamemnon, con su timón en el centro, dio vuelta a un círculo completo en 9 minutos y 10 segundos. El armamento de esta clase estaba instalado dentro de dos torres montadas en la cintura de la nave.

## Historia
El HMS Agamemnon fue comisionado en septiembre de 1884 para su servicio en China. Estuvo en tierra varias veces en el Canal de Suez, soportando el tráfico por algunos días. Al HMS Agamemnon, en su regreso al Mar Mediterráneo en 1886, se le trató de arreglar la popa en Malta en un intento por corregir sus problemas de manejo. Se le hicieron trabajos interinos en 1889 en su destino en el este de Indias, y sirvió como parte de la flota que bloqueaba Zanzíbar en la tentativa de contener el comercio de esclavos que allí se realizaba. El HMS Agamemnon pasó a la flota mediterránea en donde permaneció hasta 1892, pasando después a la reserva, y en 1896 a la reserva de la flota. 
Lo vendieron para ser desguazado en 1903.